# Gilchristosuchus
Gilchristosuchus (betekent 'Gilchrists [de eigenaren van de ranch waar het type-exemplaar werd gevonden] krokodil') is een geslacht van uitgestorven neosuchide Crocodyliformes. De fossielen zijn gevonden in de bovenste Milk River-formatie van Alberta, Canada, in rotsen van het Laat-Santonien of Vroeg-Campanien van het Laat-Krijt). Gilchristosuchus werd in 1993 beschreven door Wu en Brinkman. De typesoort is Gilchristosuchus palatinus, in verwijzing naar zijn kenmerkende palatine beenderen.
Gilchristosuchus is gebaseerd op RTMP 91.101.1, een gedeeltelijke achterste schedel en een halswervel. De schedel zou ongeveer vijftien centimeter lang zijn geweest als hij compleet was. Het vertegenwoordigt het eerste in verband liggend crocodylomorfe exemplaar van de Milk River-formatie. Losse overblijfselen waren eerder gevonden en toegewezen aan Brachychampsa en Leidyosuchus; sommige van deze fossielen behoren waarschijnlijk tot Gichristosuchus. Hoewel het exemplaar niet groot is, wijzen de versiering van de schedeloppervlakken en de botfusie erop dat het volwassen was. Op basis van eerder onderzoek suggereerden Wu en Brinkman dat hun nieuwe geslacht de meest afgeleide neosuchiër was die niet tot Eusuchia behoorde, de groep die onder andere alle levende krokodilachtigen omvat.